# Empoli Ladies FBC
La Società Sportiva Dilettantistica Empoli Ladies FBC, meglio nota come Empoli Ladies, è una squadra di calcio femminile, sezione femminile dell'omonimo club con sede a Empoli. Ha militato per quattro stagioni in Serie A, la massima serie del campionato italiano.

## Storia
Dopo aver avviato una collaborazione fin dalla stagione 2015-2016 con il Castelfranco, nel giugno 2016 la dirigenza dell'Empoli FC decise di creare una sua sezione femminile per partecipare al campionato nazionale di categoria, acquistando il 51% delle quote della società di Castelfranco di Sotto e iscrivendo la squadra con la nuova denominazione di Empoli Ladies FBC dalla stagione 2016-2017. Alla sua prima stagione la squadra, iscritta al campionato di Serie B 2016-2017, si dimostrò subito in grado di competere per le zone alte della classifica del girone A, contendendosi il primo posto con la Novese per tutto l'arco della stagione. L'Empoli riuscì a sopravanzare le avversarie sul finire del campionato e a concludere con 58 punti, uno in più della Novese, grazie alle 18 vittorie, 4 pareggi e nessuna sconfitta. Il primo posto nel girone consegnò alle empolesi la promozione in Serie A, massima serie del campionato italiano. Nella stessa stagione l'Empoli compì l'impresa di raggiungere le semifinali della Coppa Italia, dove venne eliminato nella sfida secca dalla Fiorentina, che sarebbe poi andata a vincere la competizione.
La prima stagione in Serie A partì con un pareggio casalingo contro il San Zaccaria e con due vittorie in trasferta contro Mozzanica e Sassuolo, intervallate solo da sconfitte. Il girone di ritorno iniziò con un altro pareggio ancora contro il San Zaccaria, ma con l'Empoli già in piena zona retrocessione e, dopo qualche giornata, le empolesi vennero relegato all'ultimo posto. Nonostante un'ulteriore vittoria a poche giornate dal termine, l'Empoli non riuscì a staccarsi dall'ultimo posto e alla fine del torneo venne retrocesso in Serie B. La stagione 2018-2019 vide l'Empoli Ladies iscritto al campionato di Serie B, organizzato per la prima volta su base nazionale e a girone unico direttamente dalla FIGC. Nella prima parte della stagione le empolesi si mantennero nella parte alta della classifica, conquistando il secondo posto, dietro alla corazzata Inter, alla penultima giornata del girone d'andata. Nel corso del girone di ritorno l'Empoli riuscì a tenere a distanza il Ravenna, immediato inseguitore, concludendo il torneo al secondo posto, che garantì la promozione in Serie A alle empolesi.
Al termine della stagione 2021-22, concluso con un nono posto in Serie A e il raggiungimento delle semifinali in Coppa Italia, l'Empoli Football Club ha deciso di cedere la società Empoli Ladies FBC al Parma Calcio 1913, continuando a operare nel settore giovanile.

## Società

### Organigramma societario
Di seguito l'organigramma societario del club.
- Rebecca Corsi - Presidente
- Gianmarco Lupi - Vicepresidente
- Stefano Calistri - Consigliere di amministrazione
- Domenico Aurelio - Direttore sportivo
- Luca Emanuele Bonomo - Team manager
- Filippo Tecce - Addetto stampa

### Sponsor
Nella tabella sottostante sono illustrati gli sponsor tecnici e ufficiali della squadra.
| Cronologia degli sponsor tecnici - 2016-2022 - Kappa | Cronologia degli sponsor ufficiali - 2016-2022 - Computer Gross, Sammontana, Logli Massimo |

## Allenatori e presidenti
| Allenatori - 2016-2020 Alessandro Pistolesi - 2020-2021 Alessandro Spugna (1ª-18ª) Fabio Ulderici (19ª-22ª) - 2021-2022 Fabio Ulderici | Presidenti - 2016-2020 Valerio Bachi - 2020-2022 Rebecca Corsi |

## Palmarès

### Competizioni nazionali
- Campionato italiano di Serie B: 1

2016-2017

## Statistiche e record

### Partecipazioni ai campionati
| Livello | Categoria | Partecipazioni | Debutto   | Ultima stagione | Totale |
| ------- | --------- | -------------- | --------- | --------------- | ------ |
| 1º      | Serie A   | 4              | 2017-2018 | 2021-2022       | 4      |
| 2º      | Serie B   | 2              | 2016-2017 | 2018-2019       | 2      |